# FC Zbrojovka Brno (ženy)
FC Zbrojovka Brno (celým názvem: Football Club Zbrojovka Brno, a.s.) byl český ženský fotbalový klub, který sídlil v brněnské jihovýchodní čtvrti Brněnské Ivanovice. Klubové barvy byly červená, bílá a modrá. V nejvyšší soutěži žen působil klub v letech 2006–2013 a 2016–2017.
V dřívějších dobách existovalo ženské družstvo ve Zbrojovce i před rokem 2006, to bylo založeno v roce 1994 ještě pod názvem FC Boby Brno. Většinu zápasů odehrávalo na umělé trávě stadionu Za Lužánkami. Většinu své ligové historie ovšem působilo v nižších soutěžích, což vyvrcholilo v roce 2000 jeho zánikem a přechodem družstva žen do Lokomotivy Brno – Horní Heršpice (mimochodem od sezóny 2018/19 prvoligové družstvo v soutěži žen).
Nejnovější zbrojovácké družstvo žen bylo založeno v roce 2006 po přechodu hráček DFC Zeman Medlánky i s prvoligovou licence do brněnské Zbrojovky. Oddíl DFC Brno byl dlouholetý hegemon brněnské ženské kopané, založen byl již v roce 1984 pod názvem TJ Lokomotiva Ingstav Brno. Až do roku 2013 bylo ženské družstvo součástí nejvyšší soutěže žen, v sezóně 2012/13 ovšem smolně o dva body sestoupilo o soutěž níže. Další účasti v nejvyšší soutěži se družstvo žen dočkalo až v sezóně 2016/17, kdy přebralo prvoligovou licenci po zaniklých střížkovských Bohemians. Jak se později ukázalo tak postup po administrativní cestě nebyl nejmoudřejší nápad. Zbrojovácké ženy po dvaceti zápasech zvítězily pouze dvakrát, kvůli čemuž pak zaslouženě sestoupily o soutěž níže. Roztroušená kvalita po Brně i nedostatek hráček v juniorských oddílech zapříčinilo v roce 2018 fúzi s Líšní, což mělo za následek druhý a definitivní zánik ženské stopy ve fotbalové Zbrojovce.
Své domácí zápasy odehrával v Tréninkovém centru mládeže na ulici Sladovnická 17 s celkovou kapacitou 800 diváků.

## Historické názvy
Zdroj:
- 2006 – 1. FC Brno (První fotbalový klub Brno, a.s.)
- 2010 – FC Zbrojovka Brno (Football Club Zbrojovka Brno, a.s.)
- 2018 – fúze s SK Líšeň ⇒ zánik[2]

## Umístění v jednotlivých sezonách
Stručný přehled
Zdroj:
- 2006–2013: I. liga žen
- 2013–2015: Moravskoslezská liga
- 2015–2016: II. liga žen
- 2016–2017: I. liga žen
- 2017–2018: II. liga žen

Jednotlivé ročníky
Zdroj:
Legenda: Z - zápasy, V - výhry, R - remízy, P - porážky, VG - vstřelené góly, OG - obdržené góly, +/- - rozdíl skóre, B - body, červené podbarvení - sestup, zelené podbarvení - postup, fialové podbarvení - reorganizace, změna skupiny či soutěže
| Česko (2006 – 2018) |                          |        |    |    |   |    |    |     |     |    |        |
| Sezóny              | Liga                     | Úroveň | Z  | V  | R | P  | VG | OG  | +/- | B  | Pozice |
| 2006/07             | I. liga žen              | 1      | 22 | 12 | 3 | 7  | 69 | 35  | +34 | 39 | 6.     |
| 2007/08             | I. liga žen              | 1      | 22 | 9  | 5 | 8  | 64 | 44  | +20 | 32 | 4.     |
| 2008/09             | I. liga žen              | 1      | 18 | 7  | 3 | 8  | 30 | 31  | -1  | 24 | 6.     |
| 2009/10             | I. liga žen (Finále)     | 1      | 6  | 0  | 0 | 6  | 28 | 55  | -27 | 21 | 4.     |
| 2010/11             | I. liga žen              | 1      | 16 | 4  | 3 | 9  | 14 | 30  | -16 | 15 | 7.     |
| 2011/12             | I. liga žen (Finále)     | 1      | 20 | 7  | 2 | 11 | 27 | 65  | -38 | 13 | 4.     |
| 2012/13             | I. liga žen (O udržení)  | 1      | 20 | 3  | 4 | 13 | 24 | 67  | -43 | 9  | 8.     |
| 2013/14             | Moravskoslezská liga     | 2      | 18 | 13 | 1 | 4  | 49 | 10  | +39 | 40 | 1.     |
| 2014/15             | Moravskoslezská liga     | 2      | 16 | 11 | 3 | 2  | 42 | 11  | +31 | 36 | 1.     |
| 2015/16             | II. liga žen             | 2      | 14 | 8  | 0 | 6  | 48 | 24  | +24 | 24 | 3.     |
| 2016/17             | I. liga žen (O udržení)  | 1      | 6  | 1  | 0 | 5  | 15 | 110 | -95 | 5  | 4.     |
| 2017/18             | II. liga žen (O udržení) | 2      | 6  | 2  | 3 | 1  | 51 | 44  | +7  | 28 | 5.     |

Poznámky
- 2013/14: V baráži o postup do první ligy podlehla Zbrojovka týmu FC Slovan Liberec celkovým poměrem 3:5 (hráno na dva zápasy).
- 2014/15: V baráži o postup do první ligy podlehla Zbrojovka týmu FK Dukla Praha po celkovém poměru 1:1 (hráno na dva zápasy; Dukla vsítila více branek na hřišti soupeře).